# Hawker Demon
Die Hawker Demon war ein britisches Doppeldecker-Jagdflugzeug der 1930er-Jahre.

## Geschichte
Die ausgezeichneten Leistungen des 1930 bei der Royal Air Force eingeführten Bombers Hawker Hart veranlassten das britische Luftfahrtministerium, einen vergleichbaren Abfangjäger zu fordern. Der erste Prototyp aus dem Jahre 1931 bestand aus der Zelle der Hart mit verstärkter Bewaffnung und leistungsstärkerem Triebwerk. Er erreichte zwar die erwarteten Flugeigenschaften, doch erwies sich als ungünstig, dass der Bordschütze dem eisigen Fahrtwind ungeschützt ausgesetzt war. Die Einführung einer Windschutzscheibe ohne nachteilige Auswirkung auf die Flugleistungen machte einige Änderungen notwendig, die im zweiten Fertigungslos verwirklicht wurden.
1932 wurde die Serienfertigung aufgenommen und im April 1933 wurden die ersten Exemplare an die 23. Staffel der RAF ausgeliefert. Eine besonders interessante Version der Demon Mk I war die Turret Demon aus dem Jahre 1936, die mit einem hydraulisch gesteuertem MG-Stand im hinteren Cockpit bewaffnet war. Insgesamt wurden 234 Hawker Demon produziert, die bis 1938 in den Jagdstaffeln der britischen und australischen Luftwaffe Dienst taten, um schließlich in der Mehrzahl von der Hawker Henley abgelöst zu werden. 1939 wurde die Demon als frontuntauglich erklärt und endgültig aus dem Einsatz gezogen. Trotzdem blieben einige Exemplare noch bis 1944 als Zielschleppflugzeuge im Dienst.
Nach einer aufwändigen Restaurierung, die sich über 18 Jahre hinzog, flog die Demon mit dem Kennzeichen K8203 am 23. Juni 2009 zum ersten Mal wieder nach fast 70 Jahren. Die derzeit einzige flugtaugliche Demon trägt die Markierungen der No. 64 Squ. und gehört der Demon Displays Ltd.

## Produktion
Die Hawker Demon wurde von den Unternehmen Hawkers in Kingston und von Boulton Paul in Wolverhampton in Serie gebaut.
Abnahme der Hawker Demon durch die RAF:
| Hersteller   | Version             | 1931 | 1932 | 1933 | 1934 | 1935 | 1936 | 1937 | Summe |
| ------------ | ------------------- | ---- | ---- | ---- | ---- | ---- | ---- | ---- | ----- |
| Hawker       | Hawker Hart Fighter | 6    |      |      |      |      |      |      | 6     |
| Hawker       | Mk.I                |      |      | 21   | 56   |      |      |      | 77    |
| Boulton Paul | Mk.I                |      |      |      |      |      | 10   | 62   | 72    |
| Hawker       | Turret Demon        |      |      |      |      | 49   |      | 10   | 59    |
| Boulton Paul | Turret Demon        |      |      |      |      |      |      | 24   | 24    |
| Summe        |                     | 6    | 0    | 21   | 56   | 49   | 10   | 96   | 238   |

Abnahme der Hawker Demon durch die RAAF:
| Hersteller | Version | 1934 | 1935 | 1936 | 1937 | 1938 | Summe |
| ---------- | ------- | ---- | ---- | ---- | ---- | ---- | ----- |
| Hawker     | Mk.I    | 18   |      | 36   | 9    | 1    | 64    |

## Technische Daten
| Kenngröße             | Daten                                                                                |
| --------------------- | ------------------------------------------------------------------------------------ |
| Besatzung             | 2                                                                                    |
| Länge                 | 9,01 m                                                                               |
| Spannweite            | 11,35 m                                                                              |
| Höhe                  | 3,17 m                                                                               |
| Flügelfläche          | 32,2 m²                                                                              |
| Leermasse             | 1511 kg                                                                              |
| max. Startmasse       | 2022 kg                                                                              |
| Triebwerk             | ein flüssigkeitsgekühlter 12-Zylinder-V-Motor Rolls-Royce Kestrel V, 430 kW (585 PS) |
| Höchstgeschwindigkeit | 293 km/h in 5000 m Höhe                                                              |
| Flugdauer             | 2,30 h                                                                               |
| Dienstgipfelhöhe      | 8475 m                                                                               |
| Bewaffnung            | zwei Vickers-MG vorn ein Lewis-MG hinten                                             |